# Stretto di Sdrelaz
Lo stretto di Sdrelaz o di San Luca (in croato Mali Ždrelac, in italiano "piccola fauce"), chiamato anche stretto di Cuclizza, è il tratto di mare che separa le isole dalmate di Ugliano e Pasman, in Croazia. 
Il villaggio di Sdrelaz (Ždrelac) che ha dato il nome allo stretto si trova sull'isola di Pasman, a sud-est; punta San Luca è detta l'estremità settentrionale di Pasman e valle San Luca (uvala Sv. Luka) si chiama il porticciolo a nord di Sdrelaz. La cittadina di Cuclizza, da cui l'altro nome, si trova a nord, sull'isola di Ugliano.
Lo stretto è attraversato dal ponte della statale 110 che percorre le due isole in tutta la loro lunghezza. Il ponte, la cui prima costruzione risale al 1971-1972, è stato ricostruito nel 2009.

## Geografia
Lo stretto di Sdrelaz, che si trova a sud-ovest della città dalmata di San Cassiano (Sukošan), mette in comunicazione il canale di Zara a nord-est con il canale di Mezzo a sud-ovest. 
Le isole di Pasman e Ugliano si trovano a brevissima distanza e fino al X sec., quando venne scavato un piccolo passaggio per imbarcazioni minori, le due isole erano unite. L'ingresso a nord-ovest tra punta Glavica e punta San Luca o Artina (Artina), largo 200 m e profondo circa 6 m, si allarga nell'insenatura di porto Sdrelaz o Zdrelaz  (uvala Ždrelaščica e luka Ždrelac) per poi restringersi a soli 20 m dove il ponte attraversa lo stretto, prima di uscire nel canale di Mezzo.

## Isole adiacenti
- Isolotto dei Sorci (Mišnjak), davanti all'ingresso nord-est dello stretto.
- Caranton[20][1][3] (Karantunić), piccolo isolotto 150 m a sud della punta meridionale di Ugliano, all'uscita dello stretto, nel canale di Mezzo; misura circa 210 m per 180[19], ha un'area di 0,029 km²[21] e la costa lunga 0,64 km[21]44°00′28″N 15°14′23″E.

### Cartografia
- (HR) Mappa topografica della Croazia 1:25000, su preglednik.arkod.hr. URL consultato il 25 agosto 2017.
- Carta di cabottaggio del mare Adriatico, foglio VII, Milano, Istituto geografico militare, 1822-1824. URL consultato il 25 agosto 2017 (archiviato dall'url originale il 13 aprile 2013).
- G. Giani, Carta prospettiva delle Comuni censuarie della Dalmazia, foglio 2, 1839. Fondo Miscellanea cartografica catastale, Archivio di Stato di Trieste.